# アンナ・エリザ・ウィリアムズ
アンナ・エリザ・ウィリアムズ（Anna Eliza Williams、1873年6月2日 - 1987年12月27日）は、1987年2月から死去まで長寿世界一だったイギリスの女性。
1873年6月、イングランド・グロスターシャー生まれ。1985年、アリス・スティーヴンソンの保持していたイギリスにおける長寿記録を更新。1987年12月、南ウェールズのスウォンジの老人ホームにて114歳208日で死去。
英国における長寿記録は、1992年にシャーロット・ヒューズ（1877年8月1日 - 1993年3月17日、115歳228日没）によって破られた。
| 記録                          | 記録                                                          | 記録                        |
| ----------------------------- | ------------------------------------------------------------- | --------------------------- |
| 先代 メアリー・マッキーニー   | 存命人物のうち世界最高齢 1987年2月2日 - 1987年12月27日        | 次代 フローレンス・ナップ   |
| 先代 ペトロネラ・リッブルズ   | 存命人物のうちヨーロッパ最高齢 1983年7月22日 - 1987年12月27日 | 次代 ジャンヌ・カルマン     |
| 先代 アリス・ブリュスター     | 存命人物のうちイギリス最高齢 1982年10月9日 - 1987年12月27日   | 次代 ケイト・ベッグビー     |
| 先代 アリス・スティーヴンソン | 歴代のイギリス最高齢 1985年7月12日 - 1992年2月26日            | 次代 シャーロット・ヒューズ |